# 上田貞治郎
上田 貞治郎（うえだ ていじろう、号は松翁、1860年 - 1944年）は、日本の写真家、写真機・写真材料商（上田写真機店経営者）、古写真収集家。聖書収集・研究家、文人・著作家。

## 経歴
上田貞治郎は1860年に大阪の上田家第十三代の上田文斎とやすの次男として生まれる。1879年に大阪薬学校（大阪薬学専門学校の前身）を卒業後、1877年に上田家の家業の薬局を継ぐ。1886年に関西薬学校（大阪大学薬学部の前身）を設立、初代校長を務める。1902年に大阪心斎橋筋北詰（南船場３丁目）に写真材料店（上田写真機店）を開業。上田の写した明治期大阪の写真は当時を知る貴重な資料となっている。上田貞治郎は上田家を継ぎ、第十四代となる。またキリスト教徒で、聖書の収集家としても知られる。

## 写真機事業家としての事績
上田写真機店を開業し、写真機の販売、啓蒙、研究に尽くす。同店からは後の製銅業者の稲垣虎之輔や写真家の入江泰吉などが育った。独自製品として、「ぶりたにあ零番」「三ぶいかめら」「スター・カメラ」「メモブック・カメラ」「ラヂヲカメラ」「モーメント」「ベロ・フォアーＦ」などを開発、発売した。アマチュア向けの雑誌『写真要報』、チラシ「上田メッセージ」を発刊した。

## 写真家としての事績
大阪府泉北郡浜寺町（現在の堺市西区）諏訪ノ森駅前の本宅に基督教史料･写真史料を集めた「上田文庫」を構えていたが、その旧収蔵品は大阪市立大学に貸出されて委託管理されており、「上田貞治郎写真史料アーカイブ」として研究が進められている。
アーカイブは、日本統治時代の朝鮮を含む戦前の日本各地の景観写真史料約1800点から成る「上田貞治郎日本全国名所写真帖コレクション」（上田以外の撮影者による写真多数を含む）、「上田貞治郎撮影　都市大阪ネガフィルムアルバム1927-1928」、「梅田界隈都市写真シリーズ　1935」、「上田家家族及名士写真帖」（明治20年代）、「丹生喬翠作品アルバム」、「明治四十三年　朝鮮巡遊及朝鮮各地第三」などのアルバムのほか、日記、覚書･書類、実逓絵葉書史料、写真関係の書籍・雑誌に加え、ネガフィルム、プリント、硝子乾板等の写真史料から成っており、その一部は「上田貞治郎写真コレクション」としてネット上で公開されている。
上田は、「20世紀初期写真業界の領袖」と評される人物であり、写真業界の様々な要職を歴任した。1906年に日露戦争の勝利を記念して大阪で戦捷記念博覧会が開催された際、美術及美術工芸の展示に写真部門が含まれ、上田は小田垣哲次郎、桑田正三郎とともにその常務委員を務め、後には大阪写真材料商組合組長なども務めた。
緒川直人は、上田が編集した写真アルバムについて、マーク・クレット (Mark Klett) らの再撮影プロジェクト (The Rephotographic Survey Project) に先んじる先駆的な試みであったと評している。

## キリスト教徒としての事績
上田は1985年洗礼を受け、プロテスタント信者となる。宗派的には当初は組合派（会衆派教会）の大阪島之内教会に属していたが、その後仲間とともに「同信会集会」（キリスト集会）を立ち上げ、大阪東区神崎町の同集会の有力な教友となる。以降、種々の活動を行う。
聖書関連書の出版では、日本最初の聖書用語索引書の『旧新約両全書・聖語類聚』を1889年に出版したことが光る。その他、解禁前に出版されたがほとんど流布しなかったゴーブル訳のマタイ伝を復刻出版したり、約十に上るキリスト教関連本を自費出版した。聖書関連書の蒐集では、泉北郡浜寺の自宅に上田文庫聖書館を設けて、3千点にも上る聖書関連書を収蔵していたが、戦火を避けるために持ち出した矢先、大阪空襲によって焼失したことはキリスト教界にとって多大の損失であった。
また、この空襲では、19世紀にウィーンで製作された貴重な日本語連綿体活字も焼失した。これは、京城帝国大学教授の奥平武彦が、日本語聖書を1873年に出版したアドルフホルツハウゼン印刷所から購入した活字の一部で、日本語聖書収集家の門脇清が奥平から一部を入手し、その半数を上田に譲ったものだった。

## 親族
父親の上田文斎（号は維暁）は漢方医にして、文人。『内国旅行日本名所図絵』全７巻を執筆した。長兄の野々村藤助（本名は謙吉）は薬局を経営。引退後、朝鮮に渡り、料亭「白水」を経営し、朝鮮で成功した日本人経営者の筆頭となる。次弟の青木恒三郎は出版会社「青木嵩山堂」を起こす。同社は『世界旅行万国名所図絵』『内国旅行日本名所図絵』を刊行するなど、明治・大正期大阪を代表する総合出版社であった。三弟の上田竹翁（本名は寅之助）はカメラ技術の専門家にして、和英辞典の編纂者で、これらの分野での著書多数。
上田の四女・上田安子はファッションデザイナーであり、上田安子服飾研究所（現在の上田安子服飾専門学校）を創立・経営。山崎豊子の小説『女の勲章』での主人公のモデルとして有名。上田の長女・上田百子の長女・光子は大丸社長の井狩彌治郎に嫁す。

## 業績

### 著書
- 欧米局方対比日本薬局法注釈、青木嵩山堂、1886年
- 実地製造化学、青木嵩山堂、1891年
- 実用製薬全書、青木嵩山堂、1892年
- 工業薬新書、青木嵩山堂、1899年
- 製造応用工業薬新書、青木嵩山堂、1908年
- 最新工業製造化学、工業図書出版社、1918年

### 編書、訳書など
- 化学、薬学、写真関連
  - 分邦詳密万国地図、上田貞治郎訳編、青木嵩山堂、1885年
  - 袖珍実用薬局必携、上田貞治郎編、済生堂ほか、1887年
  - 日本薬局法注釈、上田貞治郎編、青木嵩山堂、1890年
  - 工業薬品手引、上田貞治郎編、済生堂ほか、1894年
  - 最新写真機（第２編）、上田貞治郎編、上田写真機店、1907年
  - 写真機と鏡玉、上田貞治郎編、上田写真機店、1909年
  - 掌中写真家必携、上田貞治郎編、上田写真機店、1910年
  - 通俗写真化学、上田貞治郎編、上田貞治郎、1916年
  - コダック露出計、上田貞治郎編、上田貞治郎、1919年
  - 写真術百科大辞典、上田写真機編集部編、上田貞治郎、1920年
  - 写真芸術のしるべ、上田貞治郎編、上田貞治郎、1925年
- キリスト教関連
  - 旧新約両全書聖語類聚、上田貞治郎編、辻密太郎補訂、宮川経輝校閲、上田済生堂、1889年
  - 上田文庫所蔵　基督教書類索引、上田貞治郎編、上田貞治郎、1928年
  - 摩太福音書、ゴーブル訳、上田貞治郎、1938年
  - 摩太福音書附帯記録（摩太福音書とジョナサン・ゴーブル）、上田貞治郎、高谷道男、門脇清編、上田文庫古典和訳聖書刊行部、1938年
  - 基督教古典図書目録、上田貞治郎編、上田文庫聖書館、1940年